# Ophiuche conscitalis
Hypena conscitalis là một loài bướm đêm trong họ Erebidae.